# لودلو (فيرمونت)
لودلو (بالإنجليزية: Ludlow (town), Vermont)‏ هي بلدة تقع بولاية فيرمونت في الولايات المتحدة. تبلغ مساحتها 92.5 (كم²)، وترتفع عن سطح البحر م، بلغ عدد سكانها 1963 نسمة في عام 2010 حسب إحصاء مكتب تعداد الولايات المتحدة .

## أعلام
- روبرت نيوتن بيك
- جون جي سارجنت
- إيدا ماي فاولر
- آبي ماريا هيمنيواي
- كالفين فليتشير

## وصلات خارجية
- www.ludlow.vt.us
- The US50 - Cities and Towns in Vermont State
- Vermont Cities and Towns, Facts, Map, Flag, Colleges, Government, and More